# Lac Bench
Pour les articles homonymes, voir Bench.
Le lac Bench (en anglais : Bench Lake) est un lac américain dans le comté de Shasta, en Californie. Il est situé à 2 119 mètres d'altitude au sein de la Lassen Volcanic Wilderness, dans le parc national volcanique de Lassen.